# Longitud de Krogh
La longitud de Krogh, {\displaystyle \lambda _{K}}, es la distancia máxima a la que los nutrientes pueden difundirse desde los capilares sanguíneos hasta las células de un tejido, en función del consumo celular de los nutrientes.
Se puede describir como:
{\displaystyle \lambda _{K}={\sqrt {D_{s}c_{o}/R}}}
dónde {\displaystyle D_{s}} es la constante de difusión del soluto en el sustrato, {\displaystyle c_{o}} es la concentración en el canal, y {\displaystyle R} es el consumo por parte de las células. Las unidades se expresan en términos de longitud.